# Championnats du monde d'athlétisme 1995
Navigation
Les 5es Championnats du monde d'athlétisme se sont tenus du 5 au 13 août 1995 au Stade Ullevi de Göteborg, en Suède. 1 755 athlètes issus de 190 nations ont pris part aux 44 épreuves du programme.

## Faits marquants
Ces cinquièmes championnats du monde sont d'un niveau légèrement inférieur à ceux de Stuttgart de 1993 : dans les épreuves masculines, 13 des 24 vainqueurs ont une performance inférieure à celle du vainqueur de 1993 et dans les épreuves féminines, 11 des 19 vainqueurs ont une performance inférieure à celle de la gagnante de 1993.
Les États-Unis dominent ces championnats, avec 12 titres, 19 médailles et 205 points à la place (placing table), devant la Russie (1 titre, 12 médailles, 148 points). 42 pays obtiennent au moins une médaille, ils n'étaient que 25 en 1983 lors des premiers championnats du monde à Helsinki.
Dans les épreuves masculines, les États-Unis (7 titres, 12 médailles, 126 points) devancent la Grande-Bretagne (1 titre, 3 médailles, 53 points) et le Kenya (2 titres, 5 médailles, 47 points). Dans les épreuves féminines, la Russie (1 titre, 11 médailles, 114 points) devance les États-Unis (5 titres, 7 médailles, 79 points) et l'Allemagne (1 titre, 4 médailles, 65 points).
Le Britannique Jonathan Edwards établit à deux reprises en finale le record du monde du triple saut, avec un premier essai mesuré à 18,16 m, puis un deuxième à 18,29 m. D'autres records du monde sont battus lors de ces championnats du monde : celui du 400 mètres haies féminin par l'Américaine Kim Batten en 52 s 61, et celui du triple saut féminin par l'intermédiaire de l'Ukrainienne Inessa Kravets (15,50 m).
Sergueï Bubka remporte son cinquième titre mondial consécutif en saut à la perche.
Quatre athlètes remportent leur troisième titre mondial consécutif : Noureddine Morceli sur 1 500 mètres, Moses Kiptanui au 3 000 mètres steeple, Lars Riedel au lancer du disque et Dan O'Brien dans l'épreuve du décathlon. En sprint, l'Américain Michael Johnson réalise le doublé 200/400 mètres.
L'épreuve du 5 000 mètres féminin est disputée pour la première fois et remplace l'épreuve du 3 000 mètres.
Il n'y a pas eu d'athlète contrôlé positif au dopage lors de ces championnats, déclassé de façon rétroactive et de record remis en cause.

## Résultats

### Hommes
| Épreuves                  | Or                                                                                | Argent                                                                              | Bronze                                                                       |
| ------------------------- | --------------------------------------------------------------------------------- | ----------------------------------------------------------------------------------- | ---------------------------------------------------------------------------- |
| 100 m détails             | Donovan Bailey 9 s 97                                                             | Bruny Surin 10 s 03                                                                 | Ato Boldon 10 s 03                                                           |
| 200 m détails             | Michael Johnson 19 s 79 (RC)                                                      | Frankie Fredericks 20 s 12                                                          | Jeff Williams 20 s 18                                                        |
| 400 m détails             | Michael Johnson 43 s 39 (RC)                                                      | Butch Reynolds 44 s 22                                                              | Greg Haughton 44 s 56                                                        |
| 800 m détails             | Wilson Kipketer 1 min 45 s 08                                                     | Arthémon Hatungimana 1 min 45 s 64                                                  | Vebjørn Rodal 1 min 45 s 68                                                  |
| 1 500 m détails           | Noureddine Morceli 3 min 33 s 73                                                  | Hicham El Guerrouj 3 min 35 s 28                                                    | Vénuste Niyongabo 3 min 35 s 56                                              |
| 5 000 m détails           | Ismael Kirui 13 min 16 s 77                                                       | Khalid Boulami 13 min 17 s 15                                                       | Shem Kororia 13 min 17 s 59                                                  |
| 10 000 m détails          | Haile Gebrselassie 27 min 12 s 95 (RC)                                            | Khalid Skah 27 min 14 s 53                                                          | Paul Tergat 27 min 14 s 70                                                   |
| Marathon détails          | Martín Fiz 2 h 11 min 41 s                                                        | Dionicio Cerón 2 h 12 min 13 s                                                      | Luiz Antonio dos Santos 2 h 12 min 49 s                                      |
| 110 m haies détails       | Allen Johnson 13 s 00                                                             | Tony Jarrett 13 s 04                                                                | Roger Kingdom 13 s 19                                                        |
| 400 m haies détails       | Derrick Adkins 47 s 98                                                            | Samuel Matete 48 s 03                                                               | Stéphane Diagana 48 s 14                                                     |
| 3 000 m steeple détails   | Moses Kiptanui 8 min 4 s 16 (RC)                                                  | Christopher Kosgei 8 min 9 s 30                                                     | Saad Shaddad Al-Asmari 8 min 12 s 95                                         |
| 20 km marche détails      | Michele Didoni 1 h 19 min 59 s                                                    | Valentí Massana 1 h 20 min 23 s                                                     | Yevgeniy Misyulya 1 h 20 min 48 s                                            |
| 50 km marche détails      | Valentin Kononen 3 h 43 min 42 s                                                  | Giovanni Perricelli 3 h 45 min 11 s                                                 | Robert Korzeniowski 3 h 45 min 57 s                                          |
| 4 × 100 m détails         | Canada Donovan Bailey Robert Esmie Glenroy Gilbert Bruny Surin 38 s 31            | Australie Paul Henderson Tim Jackson Steve Brimacombe Damien Marsh 38 s 50          | Italie Giovanni Puggioni Ezio Madonia Angelo Cipolloni Sandro Floris 39 s 07 |
| 4 × 400 m détails         | États-Unis Marlon Ramsey Derek Mills Butch Reynolds Michael Johnson 2 min 57 s 32 | Jamaïque Michael McDonald Davian Clarke Danny McFarlane Greg Haughton 2 min 59 s 88 | Nigeria Udeme Ekpeyong Kunle Adejuyigbe Jude Monye Sunday Bada 3 min 3 s 18  |
| Saut en longueur détails  | Iván Pedroso 8,70 m                                                               | James Beckford 8,30 m                                                               | Mike Powell 8,29 m                                                           |
| Triple saut détails       | Jonathan Edwards 18,29 m (RM)                                                     | Brian Wellman 17,62 m                                                               | Jérôme Romain 17,59 m                                                        |
| Saut en hauteur détails   | Troy Kemp 2,37 m                                                                  | Javier Sotomayor 2,37 m                                                             | Artur Partyka 2,35 m                                                         |
| Saut à la perche détails  | Sergueï Bubka 5,92 m                                                              | Maksim Tarasov 5,86 m                                                               | Jean Galfione 5,86 m                                                         |
| Lancer du poids détails   | John Godina 21,47 m                                                               | Mika Halvari 20,93 m                                                                | Randy Barnes 20,41 m                                                         |
| Lancer du disque détails  | Lars Riedel 68,76 m (RC)                                                          | Vladimir Dubrovshchik 65,98 m                                                       | Vasiliy Kaptyukh 65,88 m                                                     |
| Lancer du marteau détails | Andreï Abduvaliev 81,56 m                                                         | Igor Astapkovich 81,10 m                                                            | Tibor Gecsek 80,98 m                                                         |
| Lancer du javelot détails | Jan Železný 89,58 m                                                               | Steve Backley 86,30 m                                                               | Boris Henry 86,08 m                                                          |
| Décathlon détails         | Dan O'Brien 8 695 pts                                                             | Eduard Hämäläinen 8 489 pts                                                         | Mike Smith 8 419 pts                                                         |

### Femmes
| Épreuves                  | Or                                                                            | Argent                                                                                        | Bronze                                                                                    |
| ------------------------- | ----------------------------------------------------------------------------- | --------------------------------------------------------------------------------------------- | ----------------------------------------------------------------------------------------- |
| 100 m détails             | Gwen Torrence 10 s 85                                                         | Merlene Ottey 10 s 94                                                                         | Irina Privalova 10 s 96                                                                   |
| 200 m détails             | Merlene Ottey 22 s 12                                                         | Irina Privalova 22 s 12                                                                       | Galina Malchugina 22 s 37                                                                 |
| 400 m détails             | Marie-José Pérec 49 s 28                                                      | Pauline Davis 49 s 96                                                                         | Jearl Miles 50 s 00                                                                       |
| 800 m détails             | Ana Fidelia Quirot 1 min 56 s 11                                              | Letitia Vriesde 1 min 56 s 68                                                                 | Kelly Holmes 1 min 56 s 95                                                                |
| 1 500 m détails           | Hassiba Boulmerka 4 min 2 s 42                                                | Kelly Holmes 4 min 3 s 04                                                                     | Carla Sacramento 4 min 3 s 79                                                             |
| 5 000 m détails           | Sonia O'Sullivan 14 min 46 s 47 (RC)                                          | Fernanda Ribeiro 14 min 48 s 54                                                               | Zahra Ouaziz 14 min 53 s 77                                                               |
| 10 000 m détails          | Fernanda Ribeiro 31 min 4 s 99                                                | Derartu Tulu 31 min 8 s 10                                                                    | Tegla Loroupe 31 min 17 s 66                                                              |
| Marathon détails          | Manuela Machado 2 h 25 min 39 s                                               | Anuta Catuna 2 h 26 min 25 s                                                                  | Ornella Ferrara 2 h 30 min 11 s                                                           |
| 100 m haies détails       | Gail Devers 12 s 68                                                           | Olga Shishigina 12 s 80                                                                       | Yuliya Graudyn 12 s 85                                                                    |
| 400 m haies détails       | Kim Batten 52 s 61 (RM)                                                       | Tonja Buford 52 s 62                                                                          | Deon Hemmings 53 s 48 (RN)                                                                |
| 4 × 100 m détails         | États-Unis Celena Mondie Carlette Guidry Chryste Gaines Gwen Torrence 42 s 12 | Jamaïque Dahlia Duhaney Juliet Cuthbert Beverly McDonald Merlene Ottey 42 s 25                | Allemagne Melanie Paschke Silke Lichtenhagen Silke-Beate Knoll Gabriele Becker 43 s 01    |
| 4 × 400 m détails         | États-Unis Kim Graham Rochelle Stevens Camara Jones Jearl Miles 3 min 22 s 29 | Russie Tatyana Chebykina Svetlana Goncharenko Yuliya Sotnikova Yelena Andreyeva 3 min 23 s 98 | Australie Lee Naylor Renée Poetschka Melinda Gainsford-Taylor Cathy Freeman 3 min 25 s 88 |
| 10 km marche détails      | Irina Stankina 42 min 13 s (RC)                                               | Elisabetta Perrone 42 min 16 s                                                                | Yelena Nikolayeva 42 min 20 s                                                             |
| Saut en longueur détails  | Fiona May 6,98 m                                                              | Niurka Montalvo 6,86 m                                                                        | Irina Mushayilova 6,83 m                                                                  |
| Triple saut détails       | Inessa Kravets 15,50 m (RM)                                                   | Iva Prandzheva 15,18 m                                                                        | Anna Biryukova 15,08 m                                                                    |
| Saut en hauteur détails   | Stefka Kostadinova 2,01 m                                                     | Alina Astafei 1,99 m                                                                          | Inha Babakova 1,99 m                                                                      |
| Lancer du poids détails   | Astrid Kumbernuss 21,22 m                                                     | Huang Zhihong 20,04 m                                                                         | Svetla Mitkova 19,56 m                                                                    |
| Lancer du disque détails  | Ellina Zvereva 68,64 m                                                        | Ilke Wyludda 67,20 m                                                                          | Olga Chernyavskaya 66,86 m                                                                |
| Lancer du javelot détails | Natalya Shikolenko 67,56 m                                                    | Felicia Țilea 65,22 m                                                                         | Mikaela Ingberg 65,16 m                                                                   |
| Heptathlon détails        | Ghada Shouaa 6 651 pts                                                        | Svetlana Moskalets 6 575 pts                                                                  | Rita Ináncsi 6 522 pts                                                                    |

## Tableau des médailles
| Rang | Nation            | Or | Argent | Bronze | Total |
| ---- | ----------------- | -- | ------ | ------ | ----- |
| 1    | États-Unis        | 12 | 2      | 5      | 19    |
| 2    | Biélorussie       | 2  | 3      | 2      | 7     |
| 3    | Allemagne         | 2  | 2      | 2      | 6     |
| 3    | Italie            | 2  | 2      | 2      | 6     |
| 5    | Cuba              | 2  | 2      | 0      | 4     |
| 6    | Kenya             | 2  | 1      | 3      | 6     |
| 7    | Canada            | 2  | 1      | 1      | 4     |
| 7    | Portugal          | 2  | 1      | 1      | 4     |
| 9    | Ukraine           | 2  | 0      | 1      | 3     |
| 10   | Algérie           | 2  | 0      | 0      | 2     |
| 11   | Russie            | 1  | 4      | 7      | 12    |
| 12   | Jamaïque          | 1  | 4      | 2      | 7     |
| 13   | Grande-Bretagne   | 1  | 3      | 1      | 5     |
| 14   | Finlande          | 1  | 1      | 1      | 3     |
| 14   | Bulgarie          | 1  | 1      | 1      | 3     |
| 16   | Bahamas           | 1  | 1      | 0      | 2     |
| 16   | Éthiopie          | 1  | 1      | 0      | 2     |
| 16   | Espagne           | 1  | 1      | 0      | 2     |
| 19   | France            | 1  | 0      | 2      | 3     |
| 20   | Tchéquie          | 1  | 0      | 0      | 1     |
| 20   | Danemark          | 1  | 0      | 0      | 1     |
| 20   | Irlande           | 1  | 0      | 0      | 1     |
| 20   | Syrie             | 1  | 0      | 0      | 1     |
| 20   | Tadjikistan       | 1  | 0      | 0      | 1     |
| 25   | Maroc             | 0  | 3      | 1      | 4     |
| 26   | Roumanie          | 0  | 2      | 0      | 2     |
| 27   | Australie         | 0  | 1      | 1      | 2     |
| 27   | Burundi           | 0  | 1      | 1      | 2     |
| 29   | Bermudes          | 0  | 1      | 0      | 1     |
| 29   | Chine             | 0  | 1      | 0      | 1     |
| 29   | Kazakhstan        | 0  | 1      | 0      | 1     |
| 29   | Mexique           | 0  | 1      | 0      | 1     |
| 29   | Namibie           | 0  | 1      | 0      | 1     |
| 29   | Suriname          | 0  | 1      | 0      | 1     |
| 29   | Zambie            | 0  | 1      | 0      | 1     |
| 36   | Hongrie           | 0  | 0      | 2      | 2     |
| 36   | Pologne           | 0  | 0      | 2      | 2     |
| 38   | Brésil            | 0  | 0      | 1      | 1     |
| 38   | Dominique         | 0  | 0      | 1      | 1     |
| 38   | Nigeria           | 0  | 0      | 1      | 1     |
| 38   | Norvège           | 0  | 0      | 1      | 1     |
| 38   | Trinité-et-Tobago | 0  | 0      | 1      | 1     |
| 38   | Arabie saoudite   | 0  | 0      | 1      | 1     |
|      |                   | 44 | 44     | 44     | 132   |

## Sources
- (en) Résultats par épreuve des Championnats du monde de 1995 sur le site de l'IAAF A noter cependant que le tableau de médailles de l'IAAF comporte des erreurs de comptage concernant la Russie, la Syrie et la Hongrie. La médaille de la Syrie ayant été carrément oubliée dans le tableau. En revanche, ces erreurs ne sont pas présentes sur IAAF Statistics Handbook (version 2017), site de l'Association internationale des fédérations d'athlétisme

- (en) Historique des championnats du monde d'athlétisme sur IAAF Statistics Handbook (version 2017), site de l'Association internationale des fédérations d'athlétisme